# Digitalna temnica
Pojem digitalna temnica označuje strojno in programsko opremo za obdelovanje digitalnih slik oziroma fotografij, podobno kot klasična temnica, a z dodatnimi možnostmi, ki jih analogna fotografija ne ponuja.
Osnovo digitalne temnice predstavlja osebni računalnik, namenski računalniki imajo kvaliteten zaslon (pogosta je uporaba dveh zaslonov za večjo delovno površino), hiter procesor in veliko pomnilnika za obdelovanje slik ter velik trdi disk oz. več njih za shranjevanje.
Programsko osnovo tvorijo program za prenašanje slik s fotoaparata (največkrat kar program, ki ga proizvajalec priloži fotoaparatu), grafični program za obdelovanje slik, npr. Adobe Photoshop ali GIMP in orodje za upravljanje zbirke. 